# مارك بينجريس
مارك بينجريس (بالتاغالوغية: Marc Pingris) مواليد 16 أكتوبر 1981 في بانغاسينان، الفلبين، هو لاعب كرة سلة فلبيني. بدأ مسيرته الاحترافية في سنة 2004. يلعب مع ستار هوتشوتز في الرابطة الفلبينية لكرة السلة. يحمل الرقم 15. يبلغ طوله 6 قدم 4 بوصة (1.9 م). مثّل منتخب بلاده. حقق المركز الثاني في بطولة أمم آسيا لكرة السلة 2013.

## المسيرة الاحترافية
لعب مع باراكو بول إنرجي في موسم 2004–2005، ثم لعب مع ستار هوتشوتز من سنة 2005 إلى 2008، ثم لعب مع سان ميغيل بيرمن في موسم 2008–2009، ثم لعب مع ستار هوتشوتز في سنة 2009.

## الميداليات
| الميدالية | المسابقة                       |
| --------- | ------------------------------ |
| فضية      | بطولة أمم آسيا لكرة السلة 2013 |

## روابط خارجية
- مارك بينجريس على موقع الاتحاد الدولي لكرة السلة (الإنجليزية)
- مارك بينجريس على موقع كرة السلة الأوروبية.كوم (الإنجليزية)
- مارك بينجريس على موقع ريلجم (الإنجليزية)
- مارك بينجريس على موقع بروبوليرز (الإنجليزية)
- مارك بينجريس على موقع سبورتس رفرنس (الإنجليزية)